# COINTELPRO
COINTELPRO (acronimul pentru Counter Intelligence Program) a fost un program al Biroului Federal de Investigații (FBI) al Statelor Unite, care a avut ca scop investigarea, intimidarea și destrămarea organizațiilor politice disidente din Statele Unite. 